# 蕭昂
蕭昂（483年—535年），字子明，南兰陵郡兰陵县人，南北朝南梁宗室與官員。
蕭昂的父親蕭崇之是梁武帝父親蕭順之的弟弟，因此蕭昂與武帝是堂兄弟；有兄長蕭景、蕭昌，弟弟蕭昱。蕭昂在天監初年任職司徒右長史，外任輕車將軍、監督南兗州。之前，兄長蕭景於南兗州施行恩惠，蕭昂代任後，當時的人都依靠他。之後他獲徵任為琅邪、彭城二郡太守，仍然使用之前的將軍軍號，不久他以輕車將軍外任廣州刺史。普通二年（521年），蕭昂獲授與散騎常侍、信威將軍；兩年後（523年）轉為散騎侍郎、中領軍、太子中庶子，外任吳興太守。到大通二年（528年）再徵用為仁威將軍、衛尉卿，很快獲任命為侍中，兼領軍將軍。其時有一名二十多歲的女子，穿著黃衣，披頭散髮，在武窟山的石室中穴居修行，不吃食物；出城時，飲少量酒，吃一兩隻鵝蛋，被稱為「聖姑」；人們往往到她處求子，造訪者充滿山谷。蕭昂曾召喚她審問，但她沒有回答，蕭昂認為她在迷惑人心，故鞭打她二十下，鞭打後她隨即失去求子能力。
中大通元年（529年），蕭昂任職領軍將軍；次年（530年）獲封湘陰縣侯，食邑一千戶，外任江州刺史。大同元年（535年）去世，虛歲五十三，諡號恭，由原記室杜之偉護送其棺材回京。

## 引用
1. 1 2  《梁書·卷二十四·列傳第十八》：蕭景字子昭，（梁）高祖從父弟也。父崇之字茂敬，卽左光祿大夫道賜之子。道賜三子：長子尚之，字茂先；次太祖文皇帝；次崇之。昌字子建，景第二弟也。……昂字子明，景第三弟也。天監初，累遷司徒右長史，出爲輕車將軍、監南兗州。初，兄景再爲南兗，德惠在人，及昂來代，時人方之馮氏。徵爲琅邪、彭城二郡太守，軍號如先。復以輕車將軍出爲廣州刺史。……昱字子真，景第四弟也。
2. 1 2  《南史·卷五十一·列傳第四十一》：吳平侯景字子昭，梁武帝從父弟也。……昌字子建，景弟也。……昂字子明，位輕車將軍，監南兗州。初，兄景再為兗州，德惠在人，及昂來代，時人方之馮氏。徵為琅邪、彭城二郡太守。
3. ↑  《梁書·卷二十四·列傳第十八》：普通二年，爲散騎常侍、信威將軍。四年，轉散騎侍郎、中領軍、太子中庶子，出爲吳興太守。大通二年，徵爲仁威將軍、衛尉卿，尋爲侍中，兼領軍將軍。
4. ↑  《南史·卷五十一·列傳第四十一》：時有女子年二十許，散髮黃衣，在武窟山石室中，無所修行，唯不甚食。或出人間，時飲少酒，鵝卵一兩枚，人呼為聖姑。就求子往往有效，造者充滿山谷。昂呼問無所對，以為祅惑，鞭之二十。創即差，失所在。
5. ↑  《梁書·卷二十四·列傳第十八》：中大通元年，爲領軍將軍。二年，封湘陰縣侯，邑一千戶。出爲江州刺史。大同元年，卒，時年五十三。諡曰恭。
6. ↑  《南史·卷五十一·列傳第四十一》：中大通元年，為領軍將軍。久之，封湘陰侯，出為江州刺史。卒，諡曰恭侯。